# 拉卡语
拉卡语({{{1}}}；威利转写：la kha}}“山口语”或“仓卡语”)是一种南部藏语群语言，使用者约8千人，分布在不丹中部旺杜波德朗宗和通萨宗。拉卡语由牧牦牛社群的后代使用。